# Andrea Amati
Andrea Amati je italijanski izdelovalec godal, * 1505, † 26. december 1577, iz Cremone v Italiji.
Amati je izdelal prvo glasbilo iz družine violin, katerih oblika je znana še danes. 
Več njegovih glasbil se je ohranilo do danes in na nekatera je še vedno mogoče igrati.  Veliko ohranjenih glasbil je del pošiljke 38 glasbil, poslanih Karlu IX. leta 1564.

## Delo
Andrea Amati ni izumil glasbil iz družine violin, vendar je prevladujoče vplival na razvoj v začetku 16. stoletja v severni Italiji, še posebej v Brescii (na primer Zanetto de Micheli). Izostreno je zasnoval strune glede na izbiro lesa, obliko, ukrivljenost, glavo (vijake) in lakiranje ter jih zelo prilagodil uporabi instrumentalistov. Tudi zaradi notranje oblike, okoli katere je bil zgrajen okvir, je postavil temelje za delo svojih potomcev in drugih cremonskih družin, ki so izdelovale violine, kot so Guarneri, Ruggeri, Stradivari, Bergonzi itd. v naslednjih 200 letih.
Od jeseni 2007 so v Cremoni v Andrea Amati Opera Omnia na ogled glasbila z vsega sveta: 21 znanih in široko priznanih del mojstra. To je 13 violin (dolžina trupa 350–355 mm, večinoma 340–345 mm), 5 viol (395–471 mm) in 3 violončela (740–756 mm). Večina ima še vedno izvirne dele, nekatera glasbila pa imajo nadomeščene pokrove, okvirje in glave. Vsa so nastala v zadnjih 20 letih življenja Andree Amatija, vendar natančnega nastanka ni bilo mogoče določiti.
Glasbila Andree Amatija so razstavljena v teh javnih zbirkah:
- Witten-Rawlins Collection. Narodni glasbeni muzej, The University of South Dakota, Vermillion, South Dakota, ZDA: 2 violini, 1 viola, 1 violončelo
- Chi Mei Cultural Foundation in Chimei muzej, Tajvan: 2 violini
- Ashmolov muzej, Oxford: 1 violina, 1 tenorska viola
- Umetnostna galerija Tullie House Museum, Carlisle: 1 violina (ni stalno razstavljena)
- Comune di Cremona, Cremona: 1 violina
- Muzej glasbe (Cité de la musique) v Parizu: 1 viola
- Metropolitanski muzej umetnosti v New Yorku: 1 violina

Julius Berger (violončelo) igra na čelo, pripisano Andrei Amatiju.

## Vloga pri razvoju sodobne violine
Po življenjepisu Rogerja Hargrava je bil Amati med tremi najboljšimi raziskovalci, ki so zaslužni za "izum violine". Druga dva sta bila Füssen, rojen v današnji Nemčiji, drugi pa Gasparo da Salò iz Brescie.
Violini podobna glasbila, ki so jih že poznali, ko je Amati začel svojo kariero, so imela le tri strune.  Amati je izdelal prve štiristrunske violine. Laurence Witten navaja Amatija in Gaspara da Salo, pa tudi Pellegrina de Michelija iz Brescie ter Venturo di Francesco de Machettija Linarola iz Benetk. Prve Amatijeve violine so bile manjše od sodobnih violin, imele so višji obok, širok dekorativen rob, elegantno ukrivljena polž in trup. 
Amatijeva sinova Antonio in Girolamo sta bila tudi zelo spretna oblikovalca violin, vnuk Nicolò Amati pa je imel več kot 12 visoko usposobljenih pomočnikov, tudi Antonia Stradivarija in Andreo Guarnerija.